# Şişli
Şişli é um distrito de Istambul, na Turquia, situado na parte europeia da cidade. Conta com uma população de 316,058 habitantes (2009).

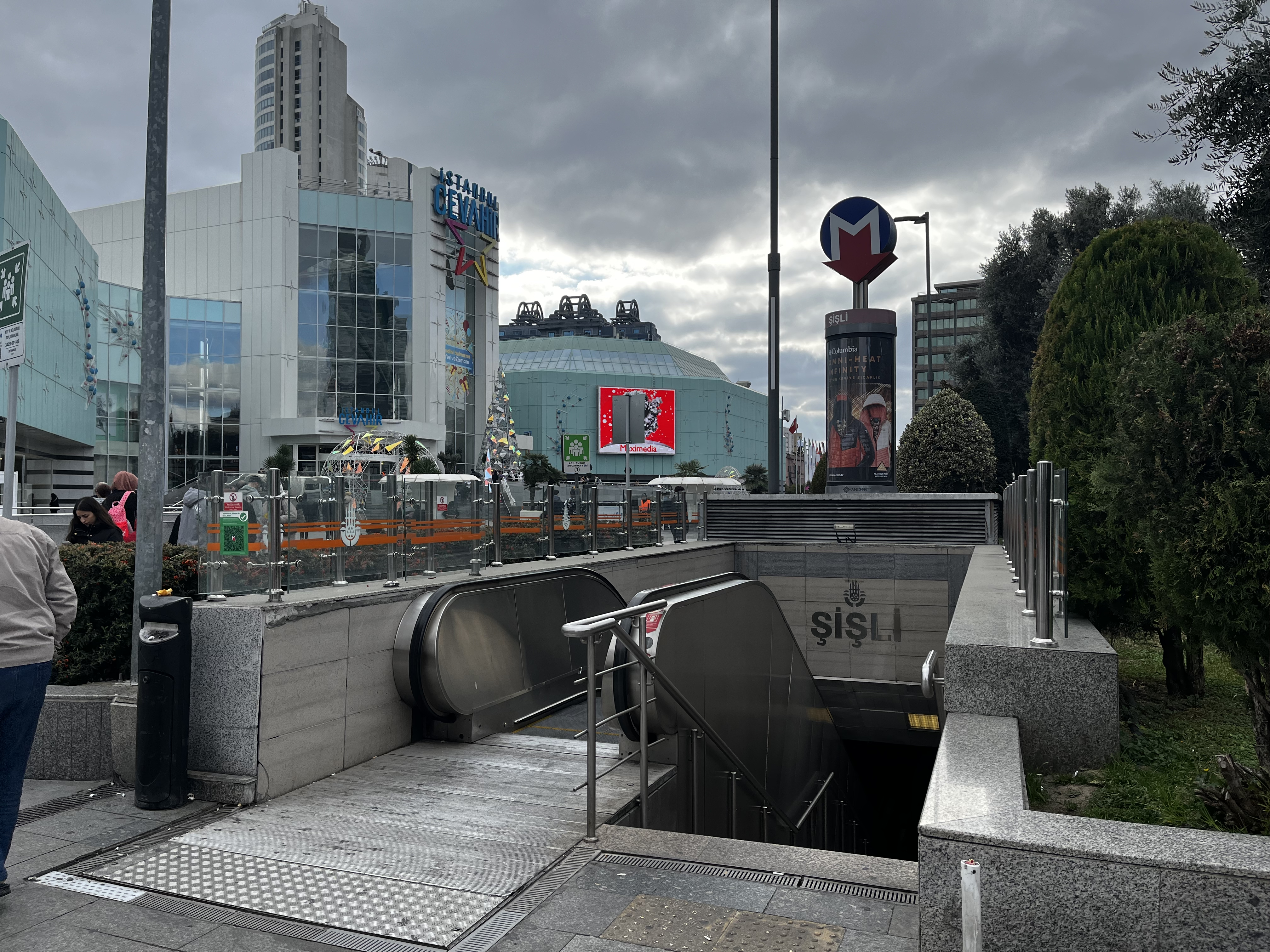
Şişli metro station

## Ver tambèm
- Piada de Bardakçı Baba